# ستاری بانووتسی
ستاری بانووتسی (به صربی: Stari Banovci) یک منطقهٔ مسکونی در صربستان است که در Stara Pazova Municipality واقع شده‌است. ستاری بانووتسی ۳۰٫۴۸ کیلومتر مربع مساحت و ۵٬۹۵۴ نفر جمعیت دارد.